# Province de San Felipe
La province de San Felipe est une province chilienne située au centre-nord de la région de Valparaíso. Elle a une superficie de 2 659,2 km2 et une population de 131 911 habitants. Sa capitale provinciale est la ville de San Felipe.

## Communes
La province est divisée en six communes  :
- San Felipe ;
- Llaillay ;
- Putaendo ;
- Santa María ;
- Catemu ;
- Panquehue.